# کلارا اندرسون
کلارا آگوستا اینا اندرسون (به سوئدی: Klara Augusta Linnéa Andersson) (زاده ۲۹ فوریه ۲۰۰۰ در لوبرود)  راننده سوئدی رالی کراس است که در حال حاضر در مسابقات قهرمانی رالی کراس جهانی فیا برای تیم سی‌ای دیلر تیم رانندگی می‌کند.

## سابقه حضور در مسابقات

### نتایج در مسابقات اکستریم ای
| سال  | تیم                           | خودرو            | ۱   | ۲    | ۳    | ۴     | ۵   | Pos.     | امتیازات |
| ---- | ----------------------------- | ---------------- | --- | ---- | ---- | ----- | --- | -------- | -------- |
| ۲۰۲۲ | ای‌بی‌تی ریسینگ کوپرا ریسینگ XE | اسپارک اودیسه ۲۱ | DES | ISL1 | ISL2 | COP 3 | ENE | دوازدهم* | ۱۵*      |